# Тополёвый (Приморский край)
Тополёвый — село в Чугуевском муниципальном районе Приморского края России.

## География
Село находится на левом берегу реки Уссури, при впадения слева малой горной реки Тополёвая, на расстоянии примерно 96 км (по автодороге через Архиповку, Верхнюю Бреевку, Извилинку, Булыга-Фадеево и Соколовку) к югу от села Чугуевка, административного центра района.
Вверх по течению Уссури от Тополёвого находится село Ясное.

## История
Основано в 1917 году. До 1972 года село носило китайское название Ян-Муть-Хоуза. Река Уссури в верхнем течении называлась также.

## Население
| 2002 | 2006 | 2010 |
| ---- | ---- | ---- |
| 51   | ↘47  | ↘40  |

## Экономика
- Предприятия по заготовке леса.
- Жители занимаются сельским хозяйством.

## Улицы
- ул. Зелёная,
- ул. Набережная,
- ул. Центральная.